# Clyde Vaughan
Clive Holland „Clyde“ Vaughan (* 30. Januar 1962 in London, England) ist ein ehemaliger US-amerikanisch-englischer Basketballspieler. Geboren im Vereinigten Königreich als Clive Vaughan, zog er 1972 mit seiner Mutter in die Vereinigten Staaten, wo er auch studierte und von allen nur Clyde genannt wurde. Anschließend war er als Profi in der British Basketball League (BBL), in der für die Saison 1989/90 zum „Most Valuable Player“ (MVP). Nach einer Rückenoperation beendete er 1991 seine aktive Karriere und wurde Trainer. In der Folge war er bis 2004 Trainerassistent bei Hochschulmannschaften in der NCAA Division I. Nach dem Gewinn der NCAA Division I Basketball Championship mit den UConn Huskies unter Cheftrainer Jim Calhoun musste Vaughan 2004 seinen Posten wegen einer Anklage in einer Strafsache räumen.

## Karriere
Der in England geborene Vaughan war 1972 mit seiner Mutter und seinen fünf Geschwistern nach Mount Vernon (New York) in die Vereinigten Staaten (USA) gezogen. In seinem Senior-Jahr an der Highschool in New Rochelle wurde Vaughan zum zweitbesten Basketballspieler seiner Altersklasse im New York State gewählt. Anschließend ging er 1980 zum Studium an die University of Pittsburgh in der gleichnamigen Stadt im benachbarten Bundesstaat Pennsylvania, wo er mit der Hochschulmannschaft Panthers zunächst in der damaligen Eastern 8 Conference der NCAA spielte. Die Panthers gewannen zweimal die Meisterschaft dieser Conference, wobei Vaughan 1982 als Sophomore zum MOP des Meisterschaftsturniers ernannt wurde. In der landesweiten NCAA Division I Basketball Championship gelang 1981 ein knapper Erstrundensieg nach Verlängerung, dem jedoch das Ausscheiden in der nächsten Runde gegen den späteren Finalisten Tar Heels der University of North Carolina at Chapel Hill folgte. Der Mannschaft der Tar Heels gehörten namhafte Spieler wie James Worthy, Sam Perkins und der Freshman Michael Jordan an, die allesamt erfolgreiche Karrieren in der Profiliga NBA haben sollten. Nach einer Erstrundenniederlage in der Endrunde 1982 verließen die Panthers die Eastern 8 und wechselten in die spielstärkere Big East Conference, wo sie jedoch keine Meisterschaften mehr errangen und auch nicht mehr zur Endrunde eingeladen wurden. Trotzdem gehörte Vaughan hier mit über 20 Punkten und fast zehn Rebounds pro Spiel zu den besten Spielern der Big East, in der viele spätere NBA-Profis wie Patrick Ewing spielten. Am Ende seiner Collegekarriere hatte Vaughan über 2.000 Punkte insgesamt, womit er der erste Spieler in der Geschichte der Panthers war, der diese „Schallmauer“ in seiner Collegekarriere übertroffen hatte, und über 900 Rebounds erzielt.
Nach seinem Studienabschluss 1984 wurde Vaughan trotzdem erst zu Beginn der sechsten Runde in der NBA Draft an 117. Position von den Indiana Pacers ausgewählt, die ihn im Anschluss jedoch nicht in den Saisonkader übernahmen. Vaughan kehrte in sein Geburtsland zurück, wo er als Profi in der „National Basketball League“ (NBL) spielte. Dort gehörte er zu den dominierenden Spielern und war mehrfach Topscorer der höchsten nationalen Spielklasse. 1987 wurde aus den Mannschaften der Division One der NBL und der schottischen Mannschaft MIM Livingston die British Basketball League (BBL) gegründet. Mit den City Riders aus Leicester verpasste Vaughan in der Premierensaison mit ausgeglichener Saisonbilanz auf dem neunten Platz wegen des schlechteren direkten Vergleichs den Einzug in die Play-offs der besten acht Mannschaften. Anschließend zog es Vaughan vor, im Sommer 1988 in der „World Basketball League“ in den USA für Spieler mit einer Körpergröße von weniger als 1,96 m zu spielen, statt mit der britischen Olympiaauswahl am Qualifikationsturnier für die Olympischen Spiele 1988 teilzunehmen. Die britische Olympiaauswahl hatte sich zuvor noch nie für ein olympisches Turnier qualifizieren können, sofern sie nicht wie 1948 auch Gastgeber waren, und scheiterte, wie es zu erwarten war, auch diesmal ohne Vaughan in der Qualifikation, auch wenn man die Finalrunde der besten acht Mannschaften des Qualifikationsturniers erreichte.
Vaughan, der in seiner aktiven Karriere 27 Einsätze für die englische Nationalmannschaft absolvierte, kehrte im Herbst 1988 in die BBL zurück und spielte in der Folge für die 76ers aus Sunderland im Nordosten Englands. Die 76ers erreichten mit positiver Saisonbilanz erstmals die Play-offs, wo sie in der ersten Runde ausschieden. Vaughan wurde nun auch erstmals Topscorer in der BBL mit über 28 Punkten pro Spiel. In der Saison 1989/90 dominierten die Kingston Kings die BBL und gewannen alle Titel in der geschlossenen Profiliga, die von 15 Mannschaften in der Premierensaison durch Rückzüge auf acht Mannschaften geschrumpft war. Im Pokalwettbewerb National Cup und in den Play-offs zogen die 76ers mit Topscorer und BBL-MVP Vaughan in die Finalspiele ein, in denen man jedoch den Kings unterlag. In der folgenden Spielzeit 1990/91 firmierten die 76ers als Saints und konnten im Pokal-Halbfinale Titelverteidiger Kings besiegen und im Finale gegen Vaughans ehemalige Mannschaft City Riders den ersten Titelerfolg seit Gründung der BBL sicherstellen. Als zweitplatzierte Mannschaft der regulären Saison zogen die Saints erneut in das Finalspiel der Play-offs ein, in dem man jedoch diesmal Titelverteidiger Kingston Kings deutlich mit über 20 Punkten unterlag. Anschließend beendete Vaughan nach einer Rückenoperation seine Karriere als Spieler in der BBL, in der er mit über 28 Punkten pro Spiel als zweitbester durchschnittlicher Punktesammler überhaupt geführt wird.
Nach seinem Karriereende als Spieler kehrte Vaughan in die USA zurück, wo er 1992 in den Trainerstab der Basketballmannschaft 49ers der California State University, Long Beach aufgenommen wurde. Dort stieg er 1997 zum „Associate Head Coach“ der 49ers auf, bevor er 1999 die Hochschule verließ und an die University of South Florida wechselte. Nach drei Jahren als Trainerassistent der Hochschulmannschaft Bulls wechselte Vaughan in gleicher Position zurück in den Nordosten an die University of Connecticut, deren Basketballmannschaft Huskies zu den renommiertesten und ambitioniertesten Basketballmannschaften der Division I der NCAA gehören. Dort arbeitete er unter Cheftrainer Jim Calhoun, der 2005 in die Naismith Memorial Basketball Hall of Fame aufgenommen wurde. 2004 gewannen die Huskies unter anderem mit Emeka Okafor und Ben Gordon, der in London geboren wie Vaughan in Mount Vernon aufwuchs, die NCAA-Meisterschaft. Im Sommer 2004 jedoch wurde Vaughan wegen eines Verstoßes gegen die Gesetze zur Verhinderung von Prostitution verhaftet. Nachdem zwei weitere aktenkundige Vorfälle im Zusammenhang mit dem zum zweiten Mal verheirateten Vaughan, der einen Sohn hat, auftauchten, erklärte Vaughan den Rücktritt von seinem Posten als Trainerassistent. Vaughan bekam in der Folge keinen vergleichbaren Posten mehr.